# Phúc Thành, Kim Thành
Phúc Thành  là một xã thuộc huyện Kim Thành, tỉnh Hải Dương, Việt Nam.

## Địa lý
Xã Phúc Thành có vị trí địa lý:
- Phía đông và bắc giáp sông Vận
- Phía đông bác bắc giáp thị trấn Phú Thái
- Phía nam giáp xã Kim Anh
- Phía tây giáp xã Kim Xuyên.

Xã Phúc Thành có diện tích 3,24 km², dân số năm 1999 là 3.703 người, mật độ dân số đạt 1.143 người/km².

## Lịch sử
Khi hai huyện Kim Thành và Kinh Môn sáp nhập thành huyện Kim Môn thì xã Phúc Thành thuộc huyện Kim Thành đổi tên thành xã Phúc Thành A còn xã Phúc Thành thuộc huyện Kinh Môn đổi tên thành xã Phúc Thành B. Sau khi, huyện Kim Môn chia tách trở lại thành hai huyện cũ thì xã Phúc Thành A đổi lại tên cũ là xã Phúc Thành, thuộc huyện Kim Thành.
Trước đây, xã Phúc Thành bao gồm 2 thôn: Dưỡng Thái và An Thái.
Năm 1990, tách một phần xã Phúc Thành (khi đó là xã Phúc Thành A) để thành lập thị trấn Phú Thái, thôn An Thái và một phần thôn Dưỡng Thái sáp nhập về thị trấn Phú Thái. Xã Phúc Thành còn lại thôn Dưỡng Thái.

## Hành chính
Xã Phúc Thành được chia thành 3 thôn: Dưỡng Thái Bắc, Dưỡng Thái Trung, Dưỡng Thái Nam.

## Giao thông
Giao thông đường bộ có trục đường chính là đường cao tốc Quốc lộ 5 và tuyến đường sắt Hà Nội - Hải Phòng.
Sông Vận bao bọc trọn hướng bắc và hướng đông tạo nên phong cảnh đẹp, nhờ có vòng cung của Lựng Thái và dãy núi Yên Phụ,....